# 陳瑛 (左都御史)
陳瑛（1373年—1411年），河南行省揚州路滁州（今安徽省滁州市）人，明朝初期政治人物，官至都察院左都御史，原屬建文帝的多位文武大臣均因他的诬陷致死。《明史》載入奸臣傳。

## 生平

### 洪武、建文年間
洪武年间，陳瑛以人才贡入太学，擢御史，出官山東按察使。建文元年，調任北平僉事。当时湯宗举报陳瑛收受燕王朱棣贿赂，同谋密反，后被逮捕送贬至广西。
朱棣称帝后，任其为都察院左副都御史，署院事。陳瑛天性残忍，受皇帝宠信，更加残忍，并专门以搏擊为能。刚上任即对朱棣说：“您是应天意顺人意，百姓都服从您，唯独有一些大臣不服从您、而效死于建文帝的，比如侍郎黃觀、少卿廖升、修撰王叔英、紀善周是修、按察使王良、知縣顏伯瑋等人，他们和叛逆无异啊，请追杀他们。”皇帝说：“我杀奸臣不过几人而已，这些人我都宽恕而任用了。”后陳瑛阅读方孝孺等獄詞，将黄观、王叔英等家抄没，将他们的妻女给配他人，疏族、外亲无不株连。其案牵扯百家，当时怨声载道。两列御史都掩面而泣，陳瑛面色不佳的说：“若不將這些人以叛逆處刑，那我們當時師出便是無名。”于是当时建文帝时的大臣接连被杀。

### 永樂年間
永乐元年，他被提升左都御史，更加放肆地举报他人。他先后劾告历城侯盛庸怨诽当诛，致盛庸自杀；劾曹国公李景隆图谋不轨，致李景隆与其弟李增枝俱被收押；劾长兴侯耿炳文僭越使用器具，致耿炳文自杀；劾驸马梅殷邪谋，致梅殷遇害。永乐三年，刑部尚書雒僉上书说事得罪皇上，陈瑛弹劾其贪暴，后雒僉被杀。又弹劾駙馬胡觀强取民女，后导致其被罢官、下狱。永乐八年，陈瑛弹劾降平侯張信强占官田，后朱棣命三法司审查。
陈瑛为都御史数年，所论劾的勋戚、大臣达十余个。此外还有顺昌伯王佐、都督陈俊、指挥王恕、都督曹远、指挥房昭、佥都御史俞士吉、大理少卿袁复、御史车舒、都督王瑞、指挥林泉、牛谅、通政司参议贺银等，又是数十人，具得罪。朱棣以为其能揭发奸臣，于是对其很宠信，但也知道其性残忍，所奏都不完全听从。
当时户部高文雅在朝上议政，提及建文帝事，直率表态，朱棣命众人商议建议。陈瑛则参劾高文雅狂妄，请惩处。朱棣表示：“高文雅之言有可取之地，不宜获罪。陈瑛太刻薄，并不是助我为善。”当时海运粮落海，陈瑛亦上书请求治罪，朱棣表示：“海上凶险，官员没有溺死已经是大幸了。”于是全部释放不再追究。但是陈瑛的尖刻附会，可见一斑。
后朱棣北巡，皇太子朱高炽监国。陈瑛上书说兵部主事李貞接受贿赂，请下狱。后李貞妻击鼓鸣冤。皇太子命六部大臣会审，然而李貞经拷打而死，死前不承认罪行。后调查发现无此事，刑科給事中耿通等人上奏说陈瑛濫杀无辜，请求治罪。皇太子朱高炽说：“陈瑛是大臣，其被下属欺瞒而已。”当时命令不再谈论。之後陳瑛又引發其他爭議被中允劉子春等人復劾。朱高炽对陈瑛说：“您用心太刻薄，不明政体，不是大臣该做的。”当时太子虽然厌恶陈瑛，但无奈朱棣仍宠爱陈瑛。后久之，朱棣对陈瑛亦生厌恶。永乐九年，陈瑛下罪得死，天下为之叫快。南明弘光帝時，諡陳瑛醜厲。